# 금강정
금강정(錦江亭)는 대한민국 강원특별자치도 영월군 영월읍에 있는 건축물이다. 1984년 6월 2일 강원특별자치도의 문화재자료 제24호로 지정되었다.

## 개요
금강정은 조선 세종 10년(1428) 김복항이 세웠다고 전해오나, 영월제영에 따르면 장정공(莊靖公) 이무(李堥) 가 영월군수로 있을 당시 금강의 아름다움을 보고 자신의 재산을 들여 정자를 짓고 금강정이라 하였다고 한다. 숙종 10년(1684)에 송시열이 이곳에 올라 금강정기를 썼다고 한다.
금강정의 규모는 앞면 4칸·옆면 3칸으로, 지붕은 옆에서 볼 때 여덟 팔(八)자 모양인 팔작지붕이다.

## 참고 자료
- 금강정 - 국가유산청 국가유산포털